# Kuitun (Irkutsk)
Kuitun (russisch Куйтун) ist eine Siedlung städtischen Typs in der Oblast Irkutsk (Russland) mit 10.097 Einwohnern (Stand 14. Oktober 2010).

## Geographie
Die Siedlung liegt in Südsibirien in den Vorgebirgen des Ostsajan, knapp 300 Kilometer nordwestlich der Oblasthauptstadt Irkutsk.
Kuitun ist seit 1926 Verwaltungszentrum des gleichnamigen Rajons Kuitun.

## Geschichte
Eine erste russische Siedlung im Gebiet des heutigen Kuitun entstand vermutlich um 1680. Der Name ist von der burjatischen Bezeichnung chyjta(n) (хыйта(н)) für „steppenartige, weit von Wäldern entfernte und auf Hochflächen gelegene gute Weidegebiete“ abgeleitet.
Erstmals erwähnt wurde der Ort in der ersten Hälfte des 18. Jahrhunderts im Zusammenhang mit der Errichtung einer Kirche sowie der Eröffnung einer Poststation am neuen Moskauer Trakt im August 1734.
1899 wurde die Transsibirische Eisenbahn südlich des Ortes vorbeigeführt.
Während des Russischen Bürgerkrieges wurde am 7. Februar 1920 wurde auf der Bahnstation Kuitun zwischen der 5. Armee der Roten Armee und den Tschechoslowakischen Legionen ein Abkommen unterzeichnet, in dem sich die Seiten auf eine Waffenruhe und die Bedingungen des freien Abzugs der in diesem Gebiet verbliebenen Kräfte der Legionen in Richtung Wladiwostok einigten.
1957 wurde dem Ort der Status einer Siedlung städtischen Typs verliehen.

### Bevölkerungsentwicklung
| Jahr | Einwohner |
| ---- | --------- |
| 1939 | 4.330     |
| 1959 | 8.827     |
| 1970 | 10.781    |
| 1979 | 10.774    |
| 1989 | 11.137    |
| 2002 | 10.847    |
| 2010 | 10.097    |

Anmerkung: Volkszählungsdaten

## Kultur und Sehenswürdigkeiten
In Kuitun befindet sich das Heimatmuseum des Rajons.

## Wirtschaft und Infrastruktur
Kuitun ist Zentrum der Land- und Forstwirtschaft sowie der holzverarbeitenden Industrie.
Etwa drei Kilometer südwestlich des alten Ortskern befindet sich die gleichnamige Station der Transsibirischen Eisenbahn (Streckenkilometer 4874 ab Moskau). Die um die Station entstandene Siedlung ist im Verlaufe des 20. Jahrhunderts mit dem alten Dorf verschmolzen.
Durch Kuitun führt auch die Fernstraße M53 von Nowosibirsk über Krasnojarsk nach Irkutsk, Teil der transsibirischen Straßenverbindung. Die Straße folgt auf diesem Abschnitt dem alten Moskauer Trakt.